# Lingue khoe
Le lingue khoe sono un gruppo di lingue parlate nell'Africa sudoccidentale (Namibia, Botswana, Angola e Repubblica Sudafricana). Appartengono alla famiglia delle lingue khoisan (della quale costituiscono il gruppo centrale) e sono classificate (unitamente con la lingua kwadi) all'interno del gruppo khoe-kwadi.
All'interno del gruppo vengono individuati due sottogruppi maggiori: le lingue Kalahari, conosciute anche come lingue tshu-khwe, parlate da popolazioni stanziate nella parte centrale e settentrionale del Botswana, nel deserto del Kalahari e nelle aree immediatamente adiacenti, e le lingue khoekhoe, comprendenti alcune lingue parlate prevalentemente in Namibia e alcune lingue, oggi estinte o moribonde, parlate nella zona occidentale del Sudafrica.
Le lingue appartenenti ai due gruppi sono:
lingue Kalahari
- lingue Kalahari occidentali:
  - ǁani
  - naro
  - gǁana
  - kxoe (o khwe)
  - ǀgui
- lingue Kalahari orientali:
  - shua
  - tsoa (o tshwa)
  - kua

lingue khoekhoe
- lingue khoekhoe settentrionali:
  - nama (anche damara o khoekhoegowab)
  - haiǁom
  - eini
- lingue khoekhoe meridionali:
  - xiri (o khoekhoe del Capo)
  - korana (o !ora)

Come tutte le lingue khoisan, anche le lingue khoe sono lingue tonali, contraddistinte dalla presenza di un gran numero di consonanti clic. Le lingue khoe, all'interno del gruppo delle lingue khoisan dell'Africa meridionale, sembrano distaccarsi dal punto di vista evolutivo dalle lingue appartenenti agli altri due gruppi geograficamente vicini (lingue tuu e lingue juu), che sembrano invece molto più vicine tra di loro.